# Nonpropodeum silvaemontis
Nonpropodeum silvaemontis là một loài tò vò trong họ Ichneumonidae.